# Штајндорф (Швабија)
Штајндорф (њем. Steindorf) општина је у њемачкој савезној држави Баварска. Једно је од 24 општинска средишта округа Ајхах-Фридберг. Према процјени из 2010. у општини је живјело 912 становника. Посједује регионалну шифру (AGS) 9771168.

## Географски и демографски подаци
Штајндорф се налази у савезној држави Баварска у округу Ајхах-Фридберг. Општина се налази на надморској висини од 538 метара. Површина општине износи 16,2 km². У самом мјесту је, према процјени из 2010. године, живјело 912 становника. Просјечна густина становништва износи 56 становника/km².